# ババスオイル

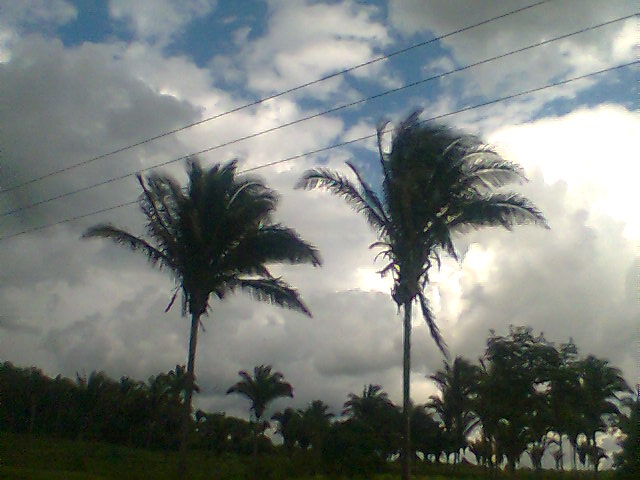
Maranhãoのババスヤシ

ババスオイル(Babassu oil)は、南アメリカのアマゾン熱帯雨林地域で生育するババスの種子から抽出される、透明で明るい黄色の植物油である。食品や皮革製品等に用いられる不乾性油である。ヤシ油と似た性質を持ち、同じような場面で用いられ、徐々にヤシ油を代替するようになってきた。ババスオイルは約70%が脂質であり、以下のような組成である。
| 脂肪酸       | 割合  |
| ------------ | ----- |
| ラウリン酸   | 50.0% |
| ミリスチン酸 | 20.0% |
| パルミチン酸 | 11.0% |
| オレイン酸   | 10.0% |
| ステアリン酸 | 3.5%  |

ラウリン酸やミリスチン酸は、融点が人の体温に近いため、ババスオイルを肌に接触させると、固体だったものが融ける。これにより、伝熱の作用で冷んやりと感じる。効果的な保湿剤となる。
2008年2月の間、ヴァージン・アトランティック航空によるバイオ燃料の実験で、ボーイング747のエンジンの燃料の一部として、ババスオイルとヤシ油が用いられた。